# (139) Juewa
(139) Juewa – planetoida z pasa głównego asteroid okrążająca Słońce w ciągu 4 lat i 236 dni w średniej odległości 2,78 j.a. Została odkryta 10 października 1874 roku w Pekinie przez Jamesa Watsona. Nazwa planetoidy pochodzi od Juewa (Jue-wa-sing), „Chińskiej gwiazdy szczęścia”. Była to pierwsza planetoida odkryta w Chinach.